# Мари
Вижте пояснителната страница за други значения на Мари.
Мари (на туркменски: Mary) е град в югоизточен Туркменистан, административен център на вилаета Мари. Населението му е около 126 000 души (2010).
Разположен е на 252 m надморска височина в Туранската низина, на 120 km североизточно от границата с Иран и на 300 km източно от столицата Ашхабад. Мари е главният град на оазиса, образуван от вътрешната делта на река Мургаб. Селището е основано през 1884 година като руски военен пост и първоначално носи името на разположения на 30 km древен град Мерв.

## Известни личности
Родени в Мари
- Елена Бонер (1923 – 2011), руска общественичка